# تو اول به من ضربه زدی
«تو اول به من ضربه زدی» (به انگلیسی: you broke me first) ترانه‌ای از خوانندهٔ کانادایی تیت مک‌ری می‌باشد که در ۱۷ آوریل سال ۲۰۲۰ از سوی آرسی‌ای رکوردز به‌عنوان تک‌آهنگ اصلی از دومین آلبوم چندآهنگهٔ وی تحت عنوان برای غصه خوردن خیلی جوونم (۲۰۲۱) منتشر گردید. این ترانه در پلتفرم اشتراک‌گذاری ویدئو تیک‌تاک به شهرت رسید و در بیش از یک میلیون ویدئو استفاده شده‌است. این ترانه یکی از پربازدیدترین ترانه‌هایی می‌باشد که توسط یک هنرمند زن در سال ۲۰۲۰ منتشر شده است. «تو اول به من ضربه زدی» در ۴ اوت سال ۲۰۲۰ به رادیوهای اصلی آمریکا رسید.